# Lavendelmalvesläktet
Lavendelmalvesläktet (Corynabutilon) är ett släkte i familjen malvaväxter från Sydamerika. Arterna har tidigare räknats till klockmalvesläktet (Abutilon). En art och en hybrid odlas ibland som krukväxter i Sverige.